# 2009
| 2009                                                         |
| ------------------------------------------------------------ |
| Dødsfald - Fødsler                                           |
| • Begivenheder • Film • Litteratur • Musik • Politik • Sport |

| Gregoriansk kalender | 2009 MMIX               |
| Ab urbe condita      | 2762                    |
| Armensk kalender     | 1458 ԹՎ ՌՆԾԸ            |
| Kinesiske kalender   | 4705 – 4706 戊子 – 己丑 |
| Etiopisk kalender    | 2001 – 2002             |
| Jødisk kalender      | 5769 – 5770             |
| Hindukalendere       |                         |
| - Vikram Samvat      | 2064 – 2065             |
| - Shaka Samvat       | 1931 – 1932             |
| - Kali Yuga          | 5110 – 5111             |
| Iransk kalender      | 1387 – 1388             |
| Islamisk kalender    | 1430 – 1431             |

2009 begyndte året på en torsdag.
Regerende dronning i Danmark: Margrethe 2. 1972-2024
 For alternative betydninger, se 2009 (flertydig). (Se også artikler, som begynder med 2009)

## Begivenheder

### Januar
- 1. januar – Slovakiet indfører euroen og bliver det 16. medlem af eurozonen.
- 1. januar – Al-Qaeda-terroristerne Fahid Mohammed Ally Msalam og Sheikh Ahmed Salim Swedan fra FBI's 22 mest eftersøgte terrorister, dræbes i et amerikansk missilangreb i Pakistan.
- 3. januar – Efter en uge med israelske luftangreb mod Hamas i Gaza, invaderer israelsk styrker Gaza.
- 5. januar – Stifteren af Liberal Alliance, Naser Khader, forlader partiet og bliver løsgænger.
- 6. januar – Det tidligere radikale folketingsmedlem Simon Emil Ammitzbøll stifter partiet Borgerligt Centrum.
- 15. januar – NASA finder tegn på, at der kan være liv på Mars. Tre jordbaserede teleskoper finder frem til, at der i Mars atmosfære er metangas og vand, der menes at stamme fra liv.
- 15. januar – Pga. økonomisk krise i Sverige falder den svenske krone så 100 svenske kroner nu kun koster 67 danske kroner.
- 15. januar – US Airways Flight 1549 nødlander i floden Hudson River i New York og alle 155 ombordværende overlever.
- 15. januar – I en ny bankpakke bevilliger staten lån til den danske banksektor på 100 mia. kr. med en gennemsnitlig rente på 10 % pr. år.
- 20. januar – Barack Obama indsættes som USAs 44. præsident.

### Februar
- 4. februar – Islandske Baugur Group, der ejer Magasin, Illum og Day Birger et Mikkelsen, træder i betalingsstandsning.
- 7. februar – En række voldsomme skovbrande hærger den australske delstat Victoria.
- 17. februar – Slagterivirksomheden Danish Crown bebuder nedskæring i afdelingerne i Holstebro, Rødding og Esbjerg, hvilket berører i alt 861 arbejdspladser.
- 27. februar – Højtstående embedsmænd i Washington bekræfter, at USA trækker langt de fleste af sine soldater ud af Irak i august 2010. Op mod 50.000 soldater vil dog blive i landet indtil sidst i 2011, hvor der vil ske en fuld tilbagetrækning.
- 28. februar – Den sidste person med livisk som modersmål, Viktor Berthold, døde 88 år gammel. Det liviske sprog tales dog stadig som andetsprog af ca. 20 mennesker.

### Marts
- 5. marts – Aktieindekset Dow Jones Industrial Average falder til under 7000 point for første gang siden 1997.
- 7. marts – To britiske soldater bliver skudt i County Antrim i Nordirland. The Real IRA har taget ansvaret for angrebet.
- 11. Marts – En skolemassakre rammer Tyskland, retteresagt Winnenden, nær Stuttgart, i den tyske delstat Baden-Württemberg. Se evt. Skolemassakren i Winnenden.
- 17. marts – Naser Khader, der siden bruddet med Liberal Alliance har været løsgænger, melder sig ind i Konservative.
- 19. marts – Josef Fritzl, der holdt sin datter indespærret i 24 år og fik 7 børn med hende, idømmes livsvarigt fængsel.

### April
- 2. april – Anders Fogh Rasmussen erklærer sig selv som kandidat til NATO's generalsekretærpost.
- 3. april – Velfærdsminister Karen Jespersen meddeler, at hun trækker sig tilbage fra sin post.
- 4. april – Statsminister Anders Fogh Rasmussen udnævnes til NATO's 15. generalsekretær. Udnævnelsen trådte i kraft 1. august samme år
- 5. april – Lars Løkke Rasmussen overtager statsministerposten efter Anders Fogh Rasmussens valg til NATO-generalsekretær.
- 6. april – jordskælvet i L'Aquila i det centrale Italien på 6,3 Mw kostede 294 mennesker livet.
- 7. april – Statsminister Lars Løkke Rasmussen udpeger nye ministre til regeringen. To helt nye ministre bliver præsenteret, Inger Støjberg og Karen Ellemann.
- 7. april - Den tidligere peruvianske præsident Alberto Fujimori idømmes 25 års fængsel for at have givet ordrer til landets sikkerhedsstyrker om at udføre kidnapninger og drab på civile.
- 16. april – Støtteskibet Absalon vender hjem til Danmark efter 8 måneders mission i farvandet omkring Afrikas Horn.
- 16. april – Forretningsmanden Erik Damgaard bliver sammen med sin kæreste, Anni Fønsby, anholdt og sigtet for rufferi. Damgaard løslades dog efter retsmødet – men sigtelsen opretholdes – mens Fønsby må forblive varetægtsfængslet.
- 17. april – De fire personer, der står bag The Pirate Bay idømmes hver et års fængsel og et samlet erstatningskrav på 30 millioner svenske kr.
- 20. april – Danmark vælger at deltage i den omstridte Durban II-konference om racisme.
- 25. april – Jóhanna Sigurðardóttir vinder Altingsvalget i Island den 25. april 2009.
- 27. april – En ny form for svineinfluenza overføres til mennesker, hvor over 1.800 tilfælde er registreret på verdensplan, deraf er over 80 døde.
- 28. april – Ledelsen i Vestas meddeler, at virksomheden vil afskedige 1.900 ansatte, deraf 1.275 i Danmark.

### Maj
- 1. maj – Det første tilfælde af Influenza A bliver konstateret i Danmark. En kvinde er blevet smittet efter et ophold i New York i USA.
- 4. maj – Prinsesse Marie føder sin og Prins Joachims første søn på Rigshospitalet kl. 4.57.
- 11. maj – Rumfærgen Atlantis besøger Hubble-rumteleskopet. Rumfærge-flyvningen begyndte med opsendelsen af Atlantis d. 11. maj 2009 og forventes at slutte d. 22. maj 2009. Hensigten med turen er at udføre reparationer og derved forlænge Hubble-teleskopets levetid.
- 26. maj – Christiania taber i Østre Landsret en retssag mod den danske stat om brugsretten til fristadens område på Christianshavn.

### Juni
- 1. juni – General Motors indgiver Chapter 11-konkursbegæring. Det er det største industrielle kollaps i USA's historie.
- 1. juni – Flight 447 fra Air France styrter ned i Atlanterhavet på en tur fra Rio de Janeiro til Paris. Alle 228 om bord frygtes at være omkommet
- 5. juni - Montenegro bliver medlem af NATO
- 7. juni – Der afholdes valg til Europa-parlamentet i Danmark. Samtidig holdes der folkeafstemning om tronfølgeloven.
- 8. juni – Det danske valg til Europa-Parlamentet giver pæn fremgang til DF og SF, der hver vinder et mandat, mens S, R og J hver taber et mandat.
- 8. juni – Folkeafstemningen om tronfølgeloven får som resultat, at loven ændres, da 45,5% af de stemmeberettigede stemmer ja.
- 13. juni – Stein Bagger bliver idømt 7 års fængsel, for at have svindlet med 862 millioner kroner.
- 14. juni – Ved det iranske valg blev den siddende præsident Mahmoud Ahmadinejad genvalgt med 62.63% af de afgivne stemmer.
- 16. juni – Partiet Borgerligt Centrum nedlægges og dets eneste folketingsmedlem og stifter, Simon Emil Ammitzbøll, melder sig ind i Liberal Alliance.
- 17. juni – Tre danske soldater dræbes i Afghanistan. Dermed har Danmark i alt mistet 25 soldater i Krigen i Afghanistan.
- 21. juni – Grønland bliver et selvstyrende land og tager kontrol med retsvæsenet, politiopgaver og natur-ressourcer, i henh. til Folkeafstemningen om grønlandsk selvstyre 2008.
- 25. juni - Michael Jackson dør som 50 årig, i Los Angeles, USA.
- 26. juni sidste del af Svendborgmotorvejen åbner for trafik. Der er nu motorvej hele vejen fra Odense til Svendborg.

### Juli
- 1. juli - HB Køge, en samarbejds- og overbygningsklub skabt imellem Herfølge Boldklub og Køge Boldklub bliver grundlagt, og spiller i deres første sæson nogensinde i Superligaen, efter at Herfølge Boldklub vandt 1. division. Klubbens hold bruger Herfølge Boldklubs licens.
- 15. juli – Flight 7908 fra Caspian Airlines styrter på en mark ved byen Qazvin i Iran, og alle 168 ombordværende omkommer.
- 15.-23. juli – Blå Sommer 2009, Det Danske Spejderkorps' korpslejr, der løber af stablen hver 5. år.
- 26. juli – Prins Joachim og Prinsesse Maries første søn døbes i Møgeltønder Kirke – navnet er Prins Henrik Carl Joachim Alain.

### August
- 1. august – Anders Fogh Rasmussen, Danmarks tidligere statsminister tiltræder som generalsekræter for NATO.
- 10. august – A.P. Møller-Mærsk lukker Lindøværftet for nybyggeri efter færdiggørelse af nuværende ordrer.
- 11. august- Nationalbanken udsender en ny 50-kroneseddel, med Sallingsundbroen på forsiden. Det er den femte 50-kroneseddel siden pengeombytningen i 1945
- 13. august - politiet anholder den mandlige del af de afviste, irakiske asylansøgere, der har søgt tilflugt i Brorsons Kirke på Nørrebro
- 16. august – Den konservative integrationsordfører Naser Khader skaber debat, da han foreslår at forbyde burkaer i Danmark
- 18. august – Søværnets 3 korvetter i Niels Juel-klassen tages ud af tjeneste efter 30 års drift
- 20. august - Afghanistan afholder præsidentvalg
- 21. august – For første gang siden 2. verdenskrig viser halvårsregnskabet fra Danmarks største virksomhed og verdens største containerrederi, A.P. Møller-Mærsk, underskud
- 25. august – Regeringens finanslovsforlag for 2010 viser et underskud på 86 mia. kr., hvorved Danmarks statsgæld fordobles
- 28. august - styresystemet Snow Leopard fra Apple bliver udgivet
- 31. august – det statsejede Finansiel Stabilitet sælger den sunde del af Fionia Bank til Nordea for 900 mio. kr.
- 31. august - Peter Skov-Jakobsen bliver viet som den 6. biskop over Københavns Stift

### September
- 4. september – 90 mennesker blev dræbt, herunder mindst 40 civile, da NATO-fly angreb to tankvogne, som var blevet stjålet af Taleban-oprørere
- 5. september - Danmark afholder sin første officielle flagdag, til ære for danske soldater der er døde i internationale operationer siden 1948
- 14. september – Ved stortingsvalget 2009 lykkes det Jens Stoltenbergs rød-grønne koalition at bevare magten
- 19. september – En dansk soldat bliver skudt og omkommer i Helmand i Afghanistan. Det er den 27. dansker der omkommer under krigen i Afghanistan.
- 21. september – Forsvaret får ikke retten til at nedlægge fogedforbud mod Jæger - i krig med eliten. Forlaget People's Press vil derfor udgive den, selv om den allerede er bragt som tillæg til Politiken.
- 23. september − Et voldsomt røveri finder sted mod G4S' værdidepot i Västberga, Sverige.
- 27. september – Takket være FDP's fremgang ved forbundsdagsvalget i Tyskland kan Angela Merkel fortsætte som kansler for en CDU/CSU-ledet regering med FDP.
- 29. september – Otte ud af 12 tilfældigt udvalgte Superbest-butikker afsløres af DR's forbruger-program Kontant i at have fusket med datomærkningen.

### Oktober
- 1.-9. oktober – Den Internationale Olympiske Komité mødes i København til den 121. IOC-session og 13. IOC-kongres. Blandt andet blev Rio de Janeiro valgt som værtsby for Sommer-OL 2016 og Kronprins Frederik blev IOC-medlem.
- 2. oktober - USA's præsident Barack Obama lander i Københavns lufthavn, for at forsøge at få De Olympiske Lege til Chicago
- 4. oktober – Forsvarschef Tim Sloth Jørgensen går af som følge af sagen om bogen Jæger - i krig med eliten.
- 22. oktober – Windows 7, efterfølgeren til Windows Vista kommer på markedet.
- 23. oktober – Kalle Pimp vinder Talent 2009.
- 27. oktober – 2 mænd anholdes af FBI i USA for at have planlagt terrorangreb mod flere mål i Danmark, herunder Jyllands-Posten.

### November
- 1. november – Det nye tv-signal lanceres og det gamle analoge slukkes. Kabel-tv-udbydere vil i en periode sende både et analogt og digitalt tv-signal.
- 9. november – 20-års jubilæum for Berlinmurens fald fejres i Berlin
- 17. november – Kommunal- og regionsvalg.
- 20. november – Herman Van Rompuy udpeges til at være EU's første præsident. Han tiltræder 1. december 2009, samtidig med at Lissabontraktaten ikræfttræder.
- 24. november – Lykke Friis udpeges som ny klima- og energiminister, som afløser for Connie Hedegaard der blev udpeget som Danmarks nye EU-kommissær. Connie Hedegaard blev dog samtidig ny minister for FN's klimakonference 2009.

### December
- 1. december – Lissabon-traktaten ikrafttræder og Herman Van Rompuy indsættes som EU's første præsident.
- 7. december – COP15 (Conferences of the Parties), FNs 15. klimakonference, en videreførelse af FN-konventionen UNFCCC, som afholdes i København og slutter d. 18. december
- 12. december - 100.000 mennesker demonstrerede i København med krav om en retfærdig klimaaftale ved COP15
- 17. december – FN's klimakonference 2009, der afholdes i Bella Center, vedtager hensigtserklæringen Copenhagen Accord.
- 22. december – Danmarks bruttonationalprodukt stiger med 0,6 procent i tredje kvartal 2009, og Danmark er således ude af recessionen.

## Født
- 4. maj – Grev Henrik, dansk greve.

## Nobelprisen
- Fysik: Charles K. Kao, Willard S. Boyle & George E. Smith
- Kemi: Vankatraman Ramakrishnan, Thomas A. Steitz & Ada E. Yonath
- Medicin: Elizabeth H. Blackburn, Carol W. Greider & Jack W. Szostak
- Litteratur: Herta Müller
- Fred: Barack Obama
- Økonomi: Elinor Ostrom & Oliver E. Williamson

## Politik
- 5. januar - Naser Khader meddeler at han forlader posten som partileder for Liberal Alliance, som han selv var med til at stifte i 2007. Ny partileder er Anders Samuelsen

## Sport
- 1. februar – Ved VM i håndbold for mænd bliver Frankrig verdensmestre, mens Kroatien og Polen vinder sølv og bronze. Danmark bliver nummer fire.
- 16. april – Michael Laudrup fyres som træner i Spartak Moskva.
- 16. maj – Viborg HK vinder Champions League i kvindehåndbold over ungarske Győr.
- 18. maj – Med finalepladsen i Madrid Open spiller Caroline Wozniacki sig ind på verdens WTA-ranglistens top 10 over bedste kvindelige tennisspillere. Hun er den første dansker der nogensinde er kommet i top 10 i verden, og den eneste kvindelige dansker i top 300.
- 22. maj – VfL Wolfsburg bliver tyske mestre i fodbold for første gang.
- 27. maj – FC Barcelona vinder for 3. gang Champions League, sæson 2008-09, med en 2-0 sejr over Manchester United
- 30. maj – Viborg HK's kvinder vinder det danske mesterskab efter 29-21 sejren over Aalborg DH.
- 31. maj – F.C. København bliver officielt kåret som danske mestre i fodbold 2008-09.
- 14. juni-28. juni – Confederations Cup i fodbold afholdes i Sydafrika med Brasilien som vinder.
- 4. juli-26. juli – Tour de France afholdes i Frankrig med korte smut til bl.a. Italien og Spanien. Alberto Contador bliver samlet vinder.
- 2. august – Jakob Fuglsang vinder Post Danmark Rundt 2009. Det er første gang i løbets historie at den samme rytter vinder to år i træk.
- 12. september – Caroline Wozniacki opnår sit hidtil bedste resultat, da hun når finalen i US Open, hvor hun dog taber til Kim Clijsters. Resultatet er stærkt medvirkende til, at hun ved afslutningen på sæsonen er nummer 4 på WTA-ranglisten.
- 21.-27. september – VM i brydning 2009 afholdes i Herning
- 10. oktober – Danmarks fodboldlandshold kvalificerer sig med en 1-0 sejr over Sverige i næstsidste kamp i kvalifikationsturneringen til slutrunden om VM i fodbold 2010.
- [16 august] Usain bolt slår verdens rekorden i 100 meter løb for mænd til vm i atletik

## Film
- 11. januar – Ved Oscaruddelingen modtager Slumdog Millionaire otte priser, heriblandt Oscar for bedste film.
- 15. maj – Engle og dæmoner
- 10. juli – Brüno
- 17. juli – Harry Potter og Halvblodsprinsen
- 13. november – 2012
- 20. november - The Twilight Saga: New Moon

## Musik
- 31. januar – Sangeren Brinck vinder med sangen "Belive Again" Dansk Melodi Grand Prix 2009
- 3. marts – Judas Priest giver koncert i Horsens, opvarmet af Megadeth og Testament
- 14. marts – Red Warszawa giver koncert i Kongens Lyngby
- 27. marts – Den færøske sangerinde Linda vinder 2. sæson af X-factor på DR 1
- 10. maj – Beyonce giver koncert i Messecenter Herning
- 16. maj – Norges Alexander Rybak vinder Eurovision Song Contest 2009 med sangen "Fairytale", der opnår et rekordstort forspring til de efterfølgende sange. Danmarks bidrag, "Believe Again" med Brinck bliver nummer 13.
- 5. juni - Nephew udgiver deres album DanmarkDenmark
- 10. juni – Anden- og tredjesatsen af Frederik Magles symfoniske suite Cantabile bliver uropført af DR SymfoniOrkestret ved en gallakoncert i DR Koncerthuset i anledning af Henrik, Prinsgemalens 75-års fødselsdag
- 15. juni – Morrissey giver koncert i Odense
- 17. juni – Morrissey giver koncert i KB-hallen København
- 19. juni – AC/DC giver koncert i Parken
- 3. juli -Tracy Chapman giver koncert i Den Fynske Landsby i Odense
- 8. juli – Bruce Springsteen giver koncert i Messecenter Herning
- 11. juli – Britney Spears spiller i København
- 20.-28. juli – Metallica giver fem koncerter i Forum København
- 11. august – Madonna optræder i Parken
- 16. august – Coldplay giver koncert i Messecenter Herning
- 4. december – Snoop Dogg udgiver Malice 'N Wonderland

## Bøger
- 15. januar – Hanne-Vibeke Holst tildeles Boghandlernes gyldne Laurbær for sin roman Dronningeofret.
- 16. september – Politiken trykker Jæger – i krig med eliten i en særsektion.

## Spil
- The Sims 3
- Killzone 2
- Infamous
- Prototype
- Harry Potter og Halvblodsprinsen
- Call of Duty: Modern Warfare 2